# Wildparkstadion
Wildparkstadion är en fotbollsstadion i Karlsruhe i Tyskland. Stadion är hemmaarenan för Karlsruher SC.